# Montalba-d'Amélie
Pour les articles homonymes, voir Montalba.
Montalba-d'Amélie  est une ancienne commune du département français des Pyrénées-Orientales. Elle fait aujourd'hui partie de la commune d'Amélie-les-Bains-Palalda.

## Géographie

### Localisation
L'ancienne commune de Montalba-d'Amélie est située au sud d'Amélie-les-Bains. Elle avait une superficie de 22,80 km2. Son territoire, dans un axe sud-nord, suit les vallées du Mondony et de ses affluents.

### Géologie et relief
Le village est situé à une altitude de 543 mètres. Au sud se trouve le Roc de Sant Salvador (1 235 mètres) et encore plus au sud, au niveau de la frontière avec l'Espagne, le point culminant du territoire situé à 1 424 mètres, à proximité du Roc de France, devenu le nouveau point culminant d'Amélie-les-Bains-Palalda en 1962.

### Hydrographie
Le cours d'eau principal de Montalba-d'Amélie est la rivière de Mondony qui traverse la commune du sud vers le nord avant d'affluer dans le Tech au niveau d'Amélie-les-Bains. Le territoire de la commune est divisé entre la vallée du Mondony, à l'est, et la vallée de son principal affluent, la ribera del Terme, à l'ouest.

### Voies de communication et transports
La route départementale D53 en provenance d'Amélie-les-Bains se dirige vers le sud et se divise en deux :
- la D53 proprement dite continue vers le sud-est jusqu'au village de Montalba-d'Amélie ;
- la D53b se dirige vers le sud-ouest en direction du Mas Pagris et jusqu'au Mas de la Fargassa.

## Toponymie
Formes anciennes
Le premier lieu mentionné au XIe siècle est le château situé au-dessus du village sous les noms de Monte Domino, Monte Donno ou Castrum Monte Domno. Cet édifice qui a donné son nom à la rivière de Mondony et à sa vallée est encore mentionné au XIIe siècle et XIIIe siècle sous les noms de Mons Doin et La Roca de Mons Doyn. En 1241 sont mentionnés les châteaux de Mont Doyn et Monte Albano. Ce dernier, situé juste au-dessus du village, supplante alors l'ancien château de Mondony, plus isolé et progressivement délaissé, bien qu'il soit encore mentionné en 1400 sous le nom de Sant Salvador de la Roca de Montdony. Au XVIIe siècle le village est cité sous le nom de Montalba de Paracolls, en référence au hameau de Paracolls situé à l'ouest du village au pied du col éponyme sur lequel se trouvait un autre château et désignant de fait par son nom un col fortifié.
Pour le différencier du village de Montalba situé près d'Ille-sur-Têt, le hameau est mentionné à partir du XVIIIe siècle sous le nom de Montalbà dels Banys ou Montalba les Bains, en référence à l'ancien nom d'Els Banys, puis à partir de 1840, Montalba d'Amélie lorsque Els Banys ou Les Bains devient Amélie-les-Bains. On rencontre également au début du XXe siècle le nom de Montalba d'Arles, en référence à la ville d'Arles-sur-Tech située à proximité au nord-est.
Le 25 juin 1933, Montalba change officiellement de nom pour devenir Montalba-d'Amélie.
De nos jours, le nom catalan est Montalbà dels Banys ou Montalbà d'Amèlia. Le nom catalan de la vallée est Mondony ou Montdony.
Étymologie
- Mondony

Partant des formes anciennes Monte Domino, Monte Donno ou Castrum Monte Domno, le mot latin Mons (génitif : Montis) peut désigner aussi bien un mont (mot français qui en est le descendant) qu'un château situé sur une hauteur. La deuxième partie du nom est plus problématique. Il s'agit sans doute du nom d'un propriétaire, sans qu'on puisse discerner si celui-ci s'appelait Dominus, Domnus ou Donnus. Le n a ensuite été progressivement mouillé, le t intermédiaire ayant tendance à disparaître par la suite. Une autre hypothèse propose le sens de mont du donjon.
- Montalba

Le nom de Montalba est constitué de Mons, à l'origine identique à celle de Mondony, et de Albanus, dont l'étymologie la plus probable renvoie au latin albus et signifiant blanc. La couleur blanche ne désigne sans doute pas ici la roche mais plutôt les murailles neuves, façon d'exprimer la fierté d'un château neuf et fort, à l'instar d'autre noms proches dans la région tels que Montblanc, Claramunt ou Montclar et tous apparus à la même époque, entre le XIe siècle et le XIIe siècle.

## Histoire
Cité plusieurs fois au XIe siècle, le château de Mondony, situé près du roc de Sant Salvador, est sans doute de fondation beaucoup plus ancienne. Il apparaît en 1020 dans le testament de Bernard Taillefer, comte de Besalú et de Ripoll, qui lègue à son épouse Toda de Provence tout le comté de Vallespir, dont Mondony est alors considéré comme le deuxième château en importance après celui de Castelnou. En 1086, c'est à Bernard III de Besalú qu'un chevalier, Guillem-Bernard, prête allégeance pour tous ses châteaux, dont celui de Mondony. Mais dès 1088, c'est cette fois-ci un dénommé Raymond ou Raymond-Matfred, dit Bracads, qui prête serment auprès du seigneur de Corsavy et de Serralongue pour le château de Mondony, qui reste par la suite sous la coupe de la famille de Serralongue.
En 1241 sont mentionnés simultanément les châteaux de Mondony et de Montalba. Le château de Mondony est peu à peu délaissé au profit de celui de Montalba, autour duquel se développe l'actuel village. Seul ce dernier château est mentionné à partir du XIVe siècle. Vers 1310, la famille de Serralongue-Cabrenç n'a plus de descendants mâles et la seigneurie passe alors à la famille de Rocaberti puis enfin à la famille de Ros qui en garde la jouissance jusqu'à la Révolution française.
Devenue une commune en 1790, un arrêté préfectoral du 17 novembre 1962 rattache Montalba-d'Amélie à la commune d'Amélie-les-Bains-Palalda le 1er janvier 1963[réf. nécessaire].

## Politique et administration

### Canton
En 1790, la commune de Montalba-les-Bains est incluse dans le nouveau canton d'Arles, dont elle fait toujours partie après son rattachement avec la commune d'Amélie-les-Bains-Palalda.

### Liste des maires
| Période | Période | Identité          | Étiquette | Qualité |
| ------- | ------- | ----------------- | --------- | ------- |
|         |         |                   |           |         |
| 1850    | 1851    | Joseph Sitja      |           |         |
| 1852    | 1870    | Jacques Cruzet    |           |         |
| 1870    | 1874    | François Delclos  |           |         |
| 1874    | 1881    | Jacques Cruzet    |           |         |
| 1881    | 1912    | Barthélémy Cruzet |           |         |
| 1912    | 1915    | Jacques Cruzet    |           |         |
| 1915    | 1919    | Barthélémy Cruzet |           |         |
| 1919    | 1962    | Jacques Cruzet    |           |         |

## Population et société

### Démographie ancienne
La population est exprimée en nombre de feux (f) ou d'habitants (H).
| 1378 | 1553 | 1709 | 1720 | 1730 | 1774 | 1789 | 1790  |
| ---- | ---- | ---- | ---- | ---- | ---- | ---- | ----- |
| 30 f | 10 f | 29 f | 20 f | 36 f | 20 f | 34 f | 260 H |

### Démographie contemporaine
La population est exprimée en nombre d'habitants.
| 1794 | 1795 | 1796 | 1800 | 1804 | 1806 | 1820 | 1826 | 1831 |
| ---- | ---- | ---- | ---- | ---- | ---- | ---- | ---- | ---- |
| 301  | 163  | 198  | 205  | 289  | 371  | 250  | 209  | 250  |

| 1836 | 1841 | 1846 | 1851 | 1856 | 1861 | 1866 | 1872 | 1876 |
| ---- | ---- | ---- | ---- | ---- | ---- | ---- | ---- | ---- |
| 260  | 208  | 251  | 264  | 255  | 270  | 249  | 239  | 227  |

| 1881 | 1886 | 1891 | 1896 | 1901 | 1906 | 1911 | 1921 | 1926 |
| ---- | ---- | ---- | ---- | ---- | ---- | ---- | ---- | ---- |
| 176  | 177  | 182  | 179  | 168  | 175  | 169  | 130  | 109  |

| 1931 | 1936 | 1946 | 1954 | 1962 | - | - | - | - |
| ---- | ---- | ---- | ---- | ---- | - | - | - | - |
| 100  | 99   | 68   | 44   | 37   | - | - | - | - |

Note : 
- À partir de 1968, les habitants de Montalba-d'Amélie sont recensés avec ceux d'Amélie-les-Bains-Palalda.

## Culture locale et patrimoine

### Lieux et monuments
Montalba-d'Amélie a la particularité de ne pas posséder de monument aux morts sur son territoire.
- Église Sainte-Marie : bâtie au XVIIe siècle et située au sein du village, elle contient un retable du XVIIe siècle et une vierge à l'enfant de la fin du XIVe siècle ;
- Église Sainte-Engrâce : église romane isolée à l'ouest du village.
- Vestiges du château de Mondony.
- Menhir du coll de la Dona Morta, situé à la frontière avec Maçanet de Cabrenys.

### Culture populaire
Poésie
- Confidences d'un moutard parisien (1912) de l'écrivain Marc Anfossi[9] : l'auteur y mentionne Montalba-d'Amélie, Palalda et Montbolo.